# Petra Heimer
Petra Heimer (* 1. März 1962 in Bad Sobernheim) ist eine deutsche Politikerin (Die Linke). Von 2022 bis 2024 war sie Abgeordnete im Hessischen Landtag. Von 2018 bis 2022 war sie eine der beiden Landesvorsitzenden von Die Linke Hessen.

## Leben
Heimer ist gelernte Erzieherin. Zudem ist sie Diplom-Psychologin und Mediatorin. Bis zu ihrem Einzug in den Landtag war sie als Wahlkreismitarbeiterin von Ulrich Wilken tätig.
Heimer ist verheiratet und hat zwei Kinder.

## Politik
Heimer ist seit 2007 Mitglied der Partei Die Linke. Von 2018 bis 2022 teilte sie sich mit Jan Schalauske den Landesvorsitz der Linkspartei in Hessen. 2021 wurde sie in diesem Amt wiedergewählt; 2022 trat sie nicht erneut an. Bei der Landtagswahl in Hessen 2018 kandidierte sie für die Linke im Wahlkreis Rheingau-Taunus I. Am 1. September 2022 rückte sie für Hermann Schaus in den Hessischen Landtag nach. Bei der Landtagswahl 2023 erhielt sie kein Mandat mehr und schied im Januar 2024 aus dem Landtag aus.